# Jacob Dirk Veegens
Mr. Jacob Dirk Veegens ('s-Gravenhage, 22 januari 1845 – 's-Gravenhage, 27 december 1910) was een Nederlands politicus.
Veegens was een vooruitstrevend liberaal politicus en succesvol advocaat. Hij volgde in 1881 zijn vader Daniël Veegens (1800-1884) op als griffier van de Tweede Kamer. Hij was de centrale figuur van het tijdschrift Vragen des Tijds. Hij was secretaris van de enquêtecommissie arbeidsomstandigheden. In de Tweede Kamer, waarvan hij sinds 1888 deel uitmaakte, was hij een veelzijdig en actief lid. Veegens was een van de voormannen van de vooruitstrevend-liberale kamerclub. Hij verloor in 1901 als vrijzinnig-democraat zijn zetel aan Kornelis ter Laan (SDAP). Hij had als minister in het kabinet-De Meester onvoldoende tijd voor het realiseren van sociale-wetgevingsplannen.
- Biografisch Portaal: 04351426
- Digitale Bibliotheek voor de Nederlandse Letteren: veeg004
- International Standard Name Identifier: 0000 0001 0776 6867
- Library of Congress Control Number: no2008143812
- Nederlandse Thesaurus van Auteursnamen: 068923104
- Parlement.com: vg09llbaanz9
- Virtual International Authority File: 7214767
- WorldCat: E39PBJyX3cTRgrjxMY3VtVPfbd